# Flugplatz Hamm-Lippewiesen

i7
i11
i13

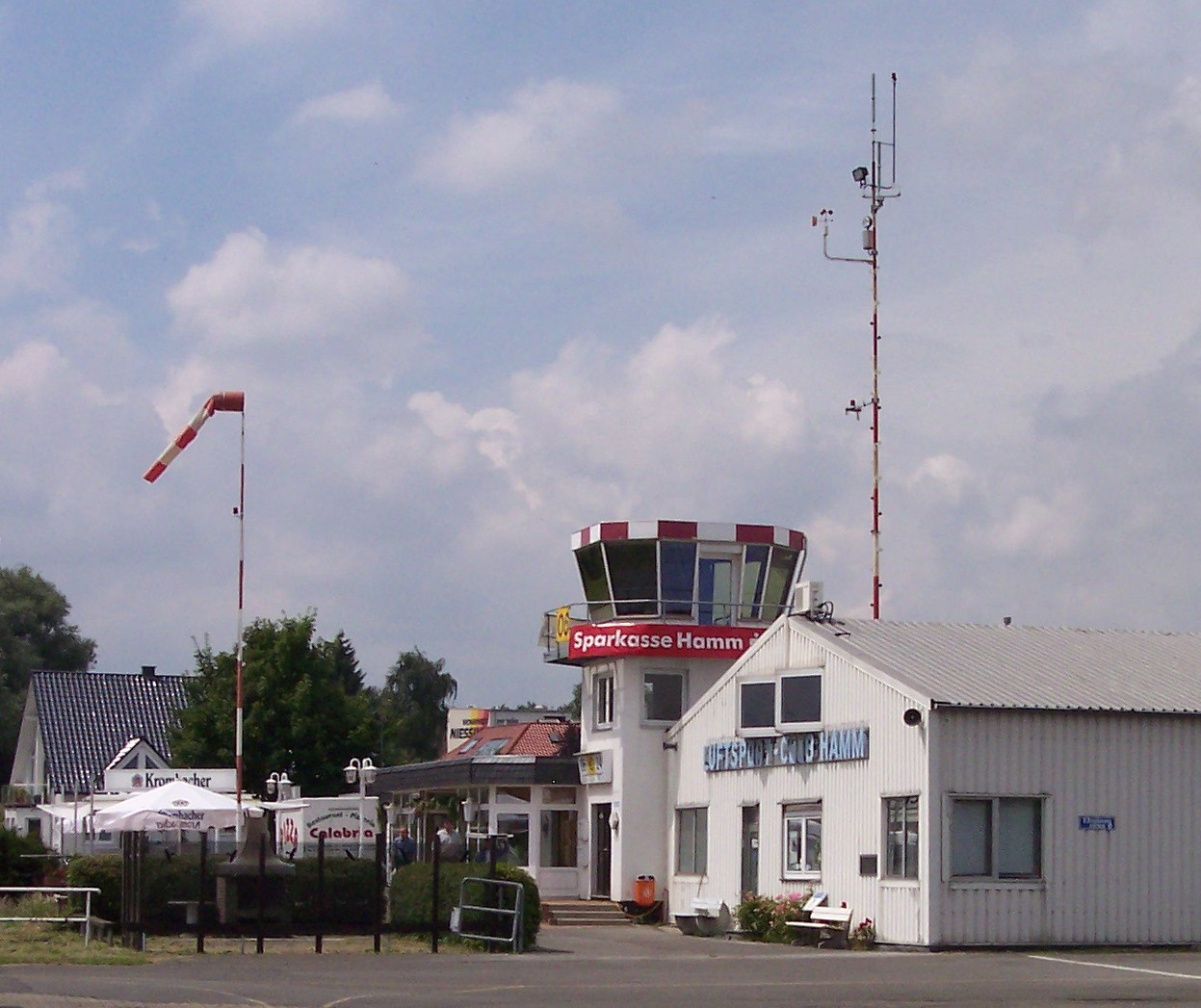
Turm des Flugplatzes

Der Flugplatz Hamm-Lippewiesen (ICAO-Code: EDLH) ist ein Sonderlandeplatz im Ruhrgebiet am südlichen Rand des Münsterlandes. Der Flugplatz liegt – von einem Deich geschützt – nördlich der Lippe, nur wenige hundert Meter von der Hammer Innenstadt entfernt.

## Geschichte des Vereins und des Flugplatzes
Die Geschichte des Flugplatzes und seines Betreibervereins begann bereits 1949 mit der Gründung einer Interessengemeinschaft Segelflug in Hamm. Bedingt durch den Zweiten Weltkrieg und die daraus resultierende Besatzung war Motor- und Segelflug in Deutschland zunächst nur den Alliierten erlaubt. Diese Einschränkung wurde erst im Jahre 1950 teilweise fallen gelassen. Das Segelflugverbot wurde aufgehoben und der Deutsche Aero-Club (DAEC) von Wolf Hirth gegründet. Die Interessengemeinschaft in Hamm trat daraufhin diesem Verband als Mitglied bei. Im Jahr 1951 wurde die Interessengemeinschaft aufgelöst und stattdessen der Luftsportclub Hamm gegründet. Erster Vorsitzender war Günter Schmidt. Als erstes Fluggerät nahm der Verein ein Segelflugzeug (Doppelsitzer) vom Typ DFS Kranich in Betrieb, das den Namen Bad Hamm erhielt. Das Flugzeug wurde jedoch schon im selben Jahr bei einem Start auf dem Flugfeld Borkenberg stark beschädigt.
Im Jahr 1952 kam ein Eigenbau hinzu; der Einsitzer Grunau Baby II wurde auf den Namen des Hammer Piloten Erich Schulte getauft.
Im Jahr 1953 wurde der große Exerzierplatz – heute Standort des Maximare – als Flugfeld für Windenstarts zugelassen. Die Zulassung blieb jedoch nicht lange bestehen. Der Segelflugbetrieb musste schon bald wieder nach Werl ausweichen.
Der erste Hammer Flugtag im Jahre 1954 fand allerdings noch auf dem Exerzierplatz statt; schon damals gehörten Flugdarbietungen zum Programm. Der Stuntman Arnim Dahl führte während des Flugs Kletterübungen an der frischen Luft durch; der Segelkunstflieger Albert Falderbaum zeigte seine Kunst mit seiner Lo 100. Aus dem Flugtag entwickelte sich eine feste Größe im Veranstaltungskalender der Stadt.

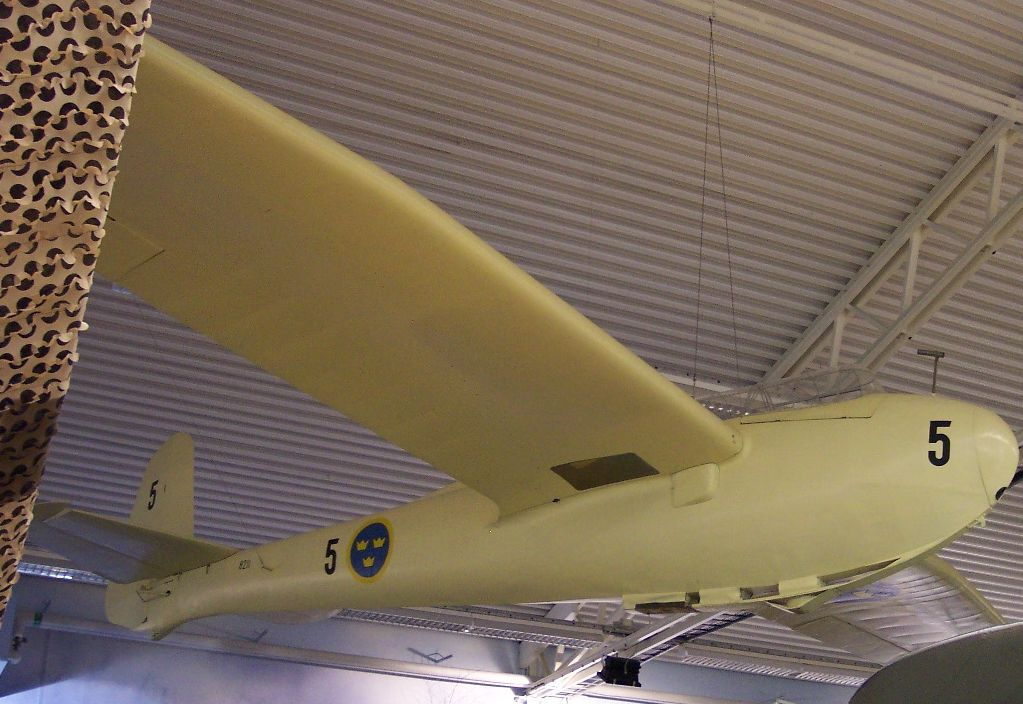
DFS Kranich der schwedischen Luftwaffe

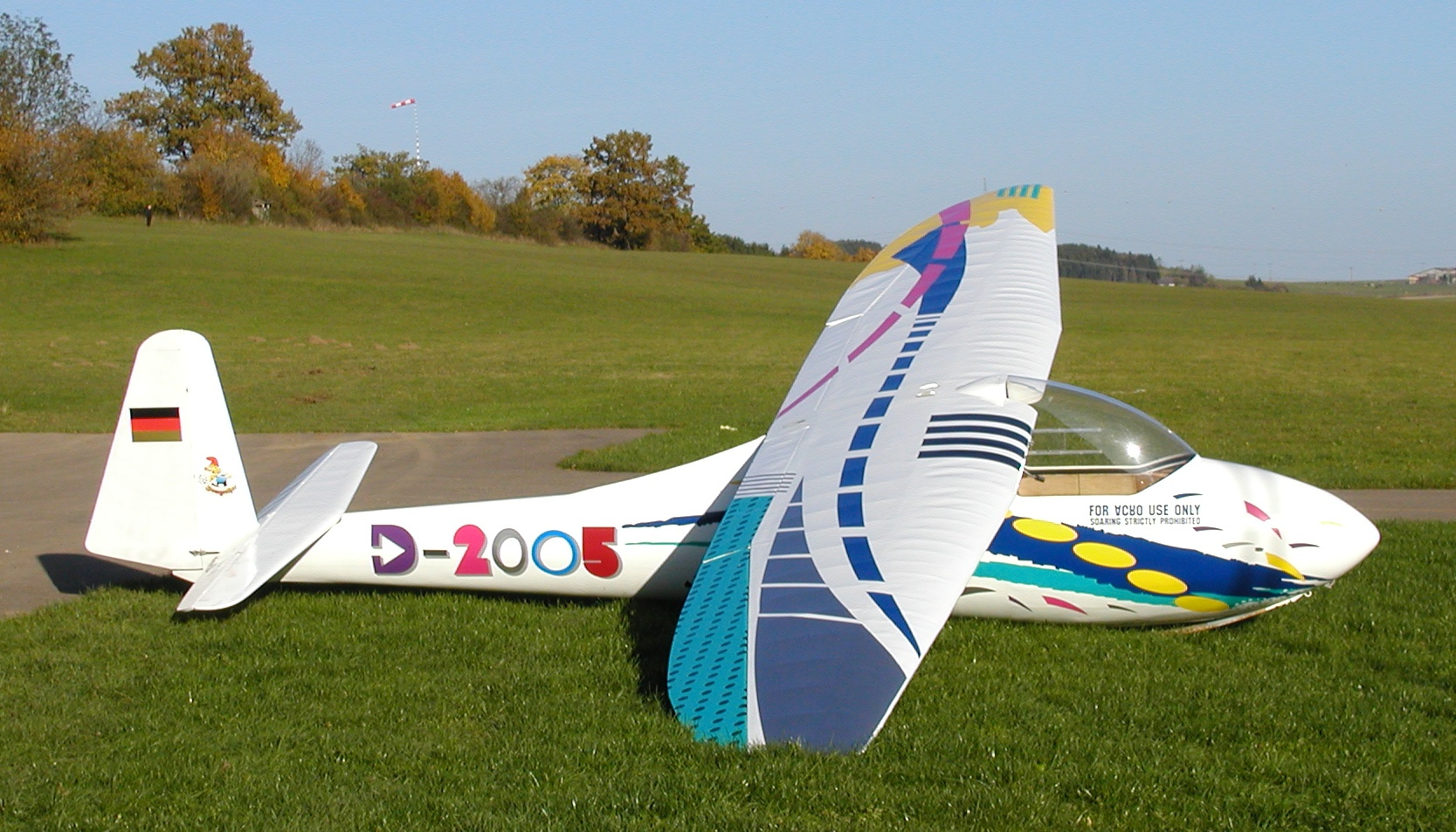
Eine Lo 100

Das Jahr 1955 brachte neue Möglichkeiten für die Sportflieger: Der Motorflug wurde für Westdeutschland wieder zugelassen. Der Luftsportclub Hamm erwarb einen Zweisitzer vom Typ Auster, musste jedoch zunächst in Werl fliegen. Dieser Zustand hielt bis zum 21. September 1956 an. An diesem Tag wurde der heutige Flugplatz Hamm-Lippewiesen eröffnet.
Der Gründungsvorsitzende Günter Schmidt wurde 1958 Jahr Fluglehrer bei der wieder aktiven Lufthansa.
Im Jahr 1959 wurde ein neuer Doppelsitzer vom Typ Schleicher K 7 angeschafft. Im Verlauf des Flugtages stiegen erstmals zwei Gasballone auf.
Die Auster musste 1960 infolge eines Schadens an der Tragflächenbespannung östlich des Flugplatzes notlanden. Für den Motorflugbetrieb kam eine neue erste Piper PA-22 „Colt 108“ für Schulungen zum Flugzeugpark hinzu.
Der Segelflugeinsitzer „Meise“ verstärkte 1961 die Flugzeugflotte. Gleichzeitig wurde der Bau eines neuen Hangars nötig; in der entstehenden Rundhalle haben seitdem 14 Flugzeuge Platz. Im selben Jahr fand auch das erste kleine Jubiläum des Vereins statt: Er bestand nun seit 10 Jahren und veranstaltete zur Feier einen Sternflug mit 18 Flugzeugen. Ebenfalls in diesem Jahr wurde technisch weiter aufgerüstet: Eine Bodenfunkstelle nahm auf dem Flugplatz den Betrieb auf.
Im Jahr 1962 wuchs die Flugzeugflotte weiter, und zwar durch die Anschaffung eines Segelflugzeuges vom Typ Schleicher K 8.

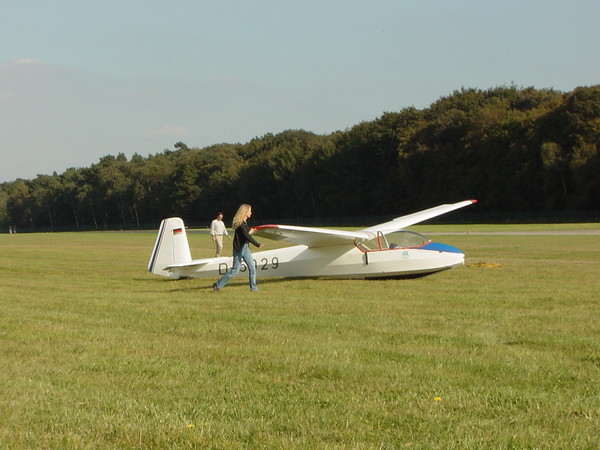
Schleicher K 7

Im Jahr 1963 schrieb der Luftsportclub Hamm Luftfahrtgeschichte: Er war der erste Verein in Nordrhein-Westfalen, der nach dem Krieg die Ausbildung von Flugzeugführern lizenziert bekam.
Im Jahr 1964 folgte der Bau eines Kontrollturmes und der Halle 4. Auf dem Flugplatz waren mit der Neuanschaffung des motorgetriebenen Zweisitzers Job 15 nun 19 Motorflugzeuge stationiert.
Die Halle 6 (heutige Segelflughalle) wurde 1969 errichtet. Im selben Jahr kam es zum ersten Altenfliegen der Stadt.
Im Jahr 1970 drohte dem kleinen Flugplatz in Hamm ein großer Nachbar den Luftraum streitig zu machen. Das Land NRW entschied, zwischen Drensteinfurt, Albersloh und Sendenhorst einen weiteren Flughafen in NRW zu schaffen. Geplant war dieser für das Jahr 1990. Er sollte auf einer Fläche von 2000 ha errichtet werden und mit einer zweiten Ausbaustufe, einer zusätzlichen Start- und Landebahn, ausgestattet sein. Zum Vergleich: Der Flughafen Düsseldorf hat heute ca. 600 ha und Köln/Bonn ca. 1000 ha. Der mit 250 Millionen DM veranschlagte Bau wurde jedoch 1973 wegen der hohen Kosten verworfen und nie realisiert.
Im Jahr 1971 konnte Klaus Rehmann seinen in 3000 Stunden restaurierten Doppeldecker Focke-Wulf Fw 44 Stieglitz einfliegen.
Im Jahr 1973 kaufte die Segelfluggruppe einen doppelsitzigen Motorsegler Scheibe SF 28 Tandem-Falke. Die Hammer Teilnehmer am Deutschlandflug, Arthur Wille und Heinz Scharmann, belegten Platz 6 von 158 gestarteten Flugzeugen.
Im Jahr 1977 wurde die Start- und Landebahn um 200 m nach Osten verlängert.
Die Segelfluggruppe erwarb 1978 ein weiteres Flugzeug, einen Einsitzer vom Typ Schleicher ASW 19b. Es gilt als das leistungsfähigste Standardklasse-Flugzeug seiner Zeit.
Im Jahr 1981 entstand die Werkstatthalle (Halle 3).
Im Jahr 1982 wurde der Vorplatz der Hallen befestigt. Ebenfalls 1982 erschien erstmals die Vereinszeitung Hamm-Info. Der Tag der offenen Tür zog etwa 20.000 Luftfahrtbegeisterte auf die Lippewiesen. Nachdem zwischenzeitlich der Flugplatz nur für Clubmitglieder anfliegbar war, wurde er 1983 auch wieder für Nichtmitglieder geöffnet.
Zeitgleich zur ersten Landesgartenschau in NRW, die in Hamm stattfand, wurde 1984 der Flugplatz weiter ausgebaut. Es entstanden eine neue Tankstelle und ein befestigter Landeplatz für Rettungshubschrauber, die diese Gelände bis heute nutzen, wenn das Wetter einen Direktanflug der Kliniken und Krankenhäuser der Stadt nicht ermöglicht. Eine neue 320 PS-Winde wurde angeschafft, um die Segelflieger zu starten. Als besonderer Programmpunkt zur Landesgartenschau fand außerdem ein Fly-In statt.
Im Jahr 1985 entstand zwischen Werkstatthalle und Rundhalle die neue Halle 2.

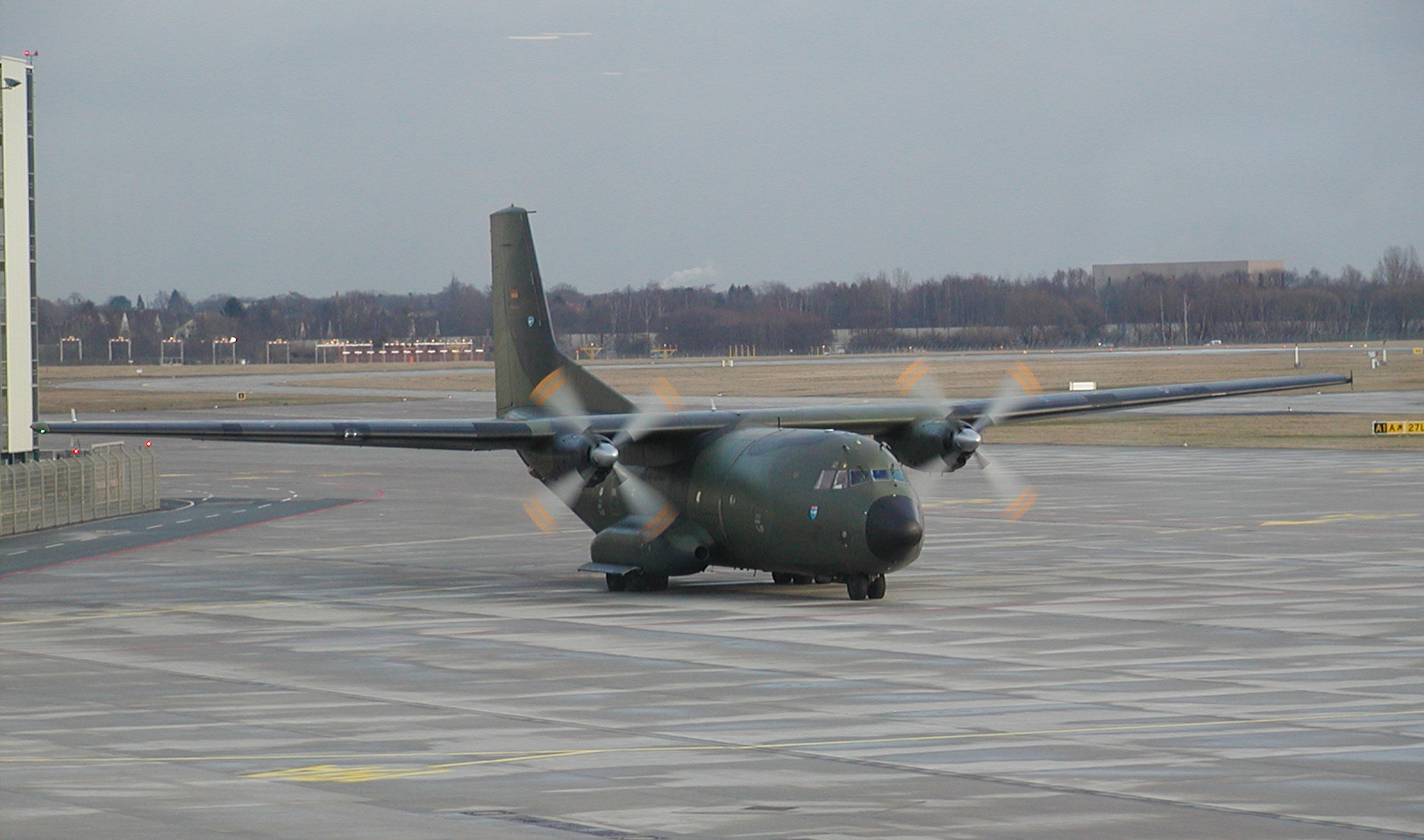
Transall der Bundeswehr

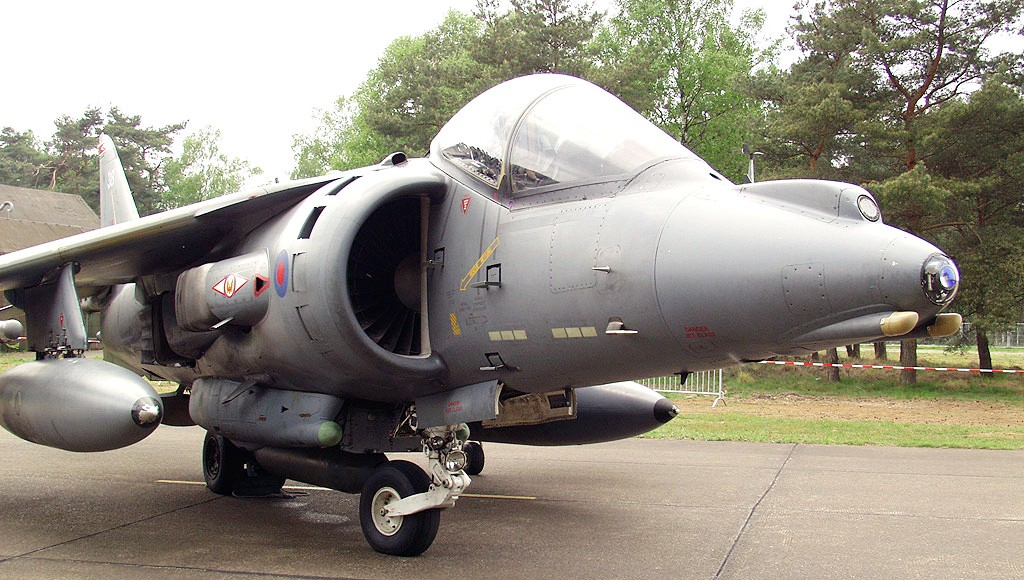
Harrier II der Royal Air Force

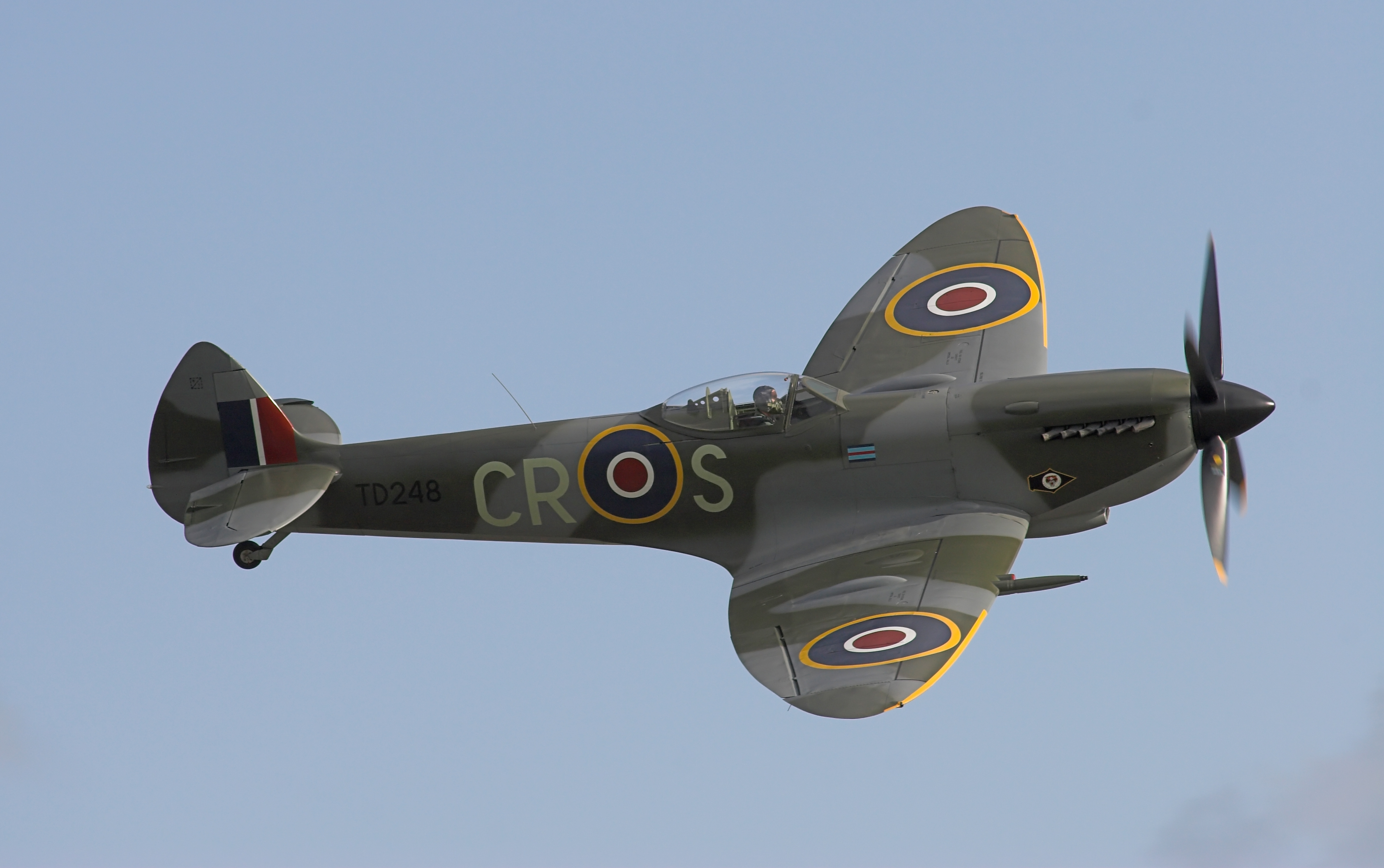
Supermarine Spitfire im Flug

Das dreißigjährige Bestehen des Flugplatzes wurde 1986 gefeiert. Zu diesem Anlass entsandte die Bundeswehr eine Transall, die in Hamm landete und neben anderem Fluggerät dem Publikum präsentiert wurde. Die neue Ballonsportgruppe nahm ihren ersten Ballon in Betrieb. Er wurde durch Oberbürgermeisterin Sabine Zech auf den Namen D-Kloster-Alt getauft.
Im Jahr 1987 wurde Hamm Landeplatz des Deutschlandfluges.
Der Flugtag 1988 wurde von einem Senkrechtstarter vom Typ Hawker Siddeley Harrier und einer Supermarine Spitfire besucht. Gleichzeitig fand die Lippe-Rallye mit 19 Heißluftballonen statt. Ein weiteres Segelflugzeug verstärkte die Flugzeugflotte, ein Motorsegler vom Typ Scheibe SF 25. Zusätzlich wurde für die Segelflugzeuge eine eigene Werkstatt als Anbau an die Segelflughalle fertiggestellt.
Auf Vorschlag des Luftsportclubs wurde eine Boeing 737 der Lufthansa auf den Namen Stadt Hamm getauft.
Die Lippe-Rallye wurde 1990 mit 29 Heißluftballonen fortgesetzt. Das Flugplatzfest fand in diesem Jahr erstmals mit Beteiligung von Flugzeugen aus der DDR statt. Die Veranstaltung wurde von 35.000 Besuchern besucht. Eine weitere Halle (Halle 7) wurde errichtet, und zwar östlich der Segelflughalle.
Pfingsten 1991 startete die Montgolfiade in Hamm mit 60 Heißluftballonen. Im Juli fand erstmals der Streckensegelflug-Wettbewerb „Hammerwoche“ statt.
Die Hammer Fliegerin Andrea Brockmann wurde 1992 Vizemeisterin in der Clubklasse bei den Deutschen Damen-Segelflugmeisterschaften. Die Montgolfiade fand erneut in Hamm statt und lockte 64 Ballonteams auf die Lippewiesen. Die zweite „Hammerwoche“ wurde mit großem Vorsprung durch den holländischen Berufspiloten Hans Biesters gewonnen.
Der Luftfahrttechnische Betrieb Hamm erhielt 1993 die Zulassung durch das Luftfahrt-Bundesamt in Braunschweig. Für den Flugzeugpark der Segelflieger wurde als Ersatz für die Schleicher ASK 13 eine Schleicher ASK 21 angeschafft. Dies bedeutete gleichzeitig den Abschluss des Umrüstens auf Kunststoff-Flugzeuge. Auch die Fliegerklause wurde renoviert und konnte im selben Jahr neu eröffnet werden. Das Drachenfest wurde mit der Lippe-Rallye für Heißluftballone kombiniert; es kamen mehr als 10.000 Zuschauer.
Im Jahr 1994 erhielt Günter Schmidt, der Gründungsvorsitzende des Luftsportclubs, die goldene Ehrennadel des Vereins. Dieser hatte nun 410 Mitglieder und richtete die 9. Deutsche Drachenflugmeisterschaft auf dem Flugplatz aus.
Am 22. April 1995 wurde schließlich ein neuer Kontrollturm (in Gegenwart des Verkehrsministers von NRW) eingeweiht. Zusätzlich begannen erste Gespräche über eine Befestigung der Landebahn. Im Herbst fanden erstmals die Europameisterschaften im Lenkdrachenfliegen auf dem Flugplatz statt.
Im Jahr 1996 wurde das Flugplatzfest am 21. September abgehalten. an diesem Tag konnte das vierzigjährige Bestehen des Flugplatzes gefeiert werden. Ein Anbau an die Segelflughalle, die Halle 6a, erweiterte die Räume am Flugfeld.
Am 27. April 1997 wurde schließlich die neue Landebahn eingeweiht. Sie bestand aus wasserdurchlässigen Spezialsteinen. Im selben Jahr entstand die erste Internetpräsenz des Vereins und des Flugplatzes.

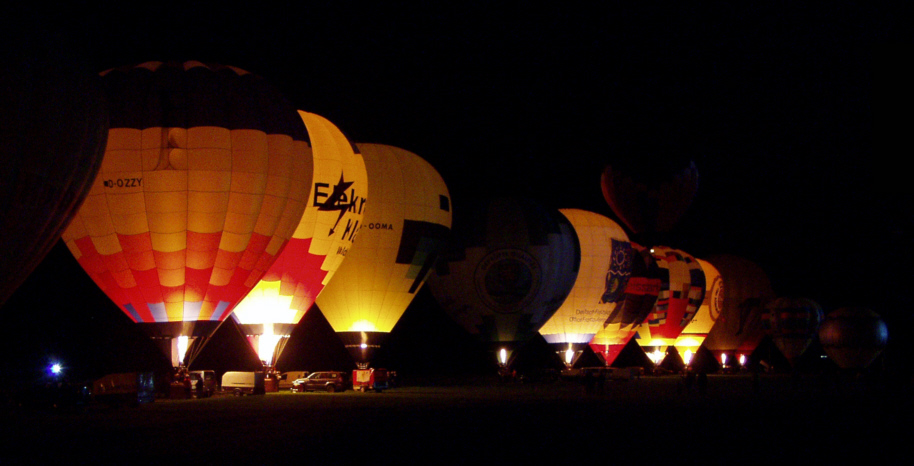
Ballonglühen

Im Jahr 1998 fand die 13. Deutsche Drachenmeisterschaft auf dem Flugplatz statt. Im Jahr 1999 konnte erstmals der LSC Hamm das internationale Ballonmeeting in Öscény in Ungarn gewinnen. Der Siegerballon hatte den Namen D – Werne.
Im Jahre 2000 taufte der Oberbürgermeister von Hamm den fünften Ballon des Vereins auf den Namen Stadt Hamm. Den Ballonfahrern des Clubs gelang dann auch die Titelverteidigung auf dem Meeting in Öscény.
Am 5. Mai 2001 feierte die Ballonsportgruppe ihr fünfzehnjähriges Bestehen. Im Sommer des Jahres entstand eine neue Tankstelle für AVGAS und MOGAS.
Das fünfzigjährige Bestehen des Flugplatzes wurde am 21. September 2006 gefeiert.
Anfang 2012 wurden die neu errichteten Hallen in Betrieb genommen.

## Zulassung und Betriebszeiten
Der Flugplatz ist zugelassen für Motorflugzeuge bis zu einem Höchstabfluggewicht von 2000 kg, Segelflugzeuge, Ultraleichtflugzeuge und Hubschrauber bis 3500 kg. Ausgenommen davon sind Rettungshubschrauber, die ein Höchstabfluggewicht von bis zu 6000 kg haben dürfen.
Die Flugleitung ist bei flugtauglichem Wetter in der Regel von 09.00 bis 20.00 Uhr (Sommerzeit), bzw. von 10.00 Uhr bis Sunset (Winterzeit) besetzt.

## Einrichtungen
Neben einem Turm mit Bodenfunkstelle sowie einigen Hangars für Flugzeuge findet sich in Hamm auch ein luftfahrttechnischer Betrieb. Des Weiteren besteht ein Café-Restaurant, die Pizzeria am Flugplatz.
Der Hubschrauberlandeplatz ist ebenso befestigt wie sein Zuweg und wird regelmäßig für den Krankentransport benutzt, wenn die benachbarten Kliniken aufgrund schlechten Wetters nicht mehr direkt angeflogen werden können.

### Clubflugschule des LSC Hamm

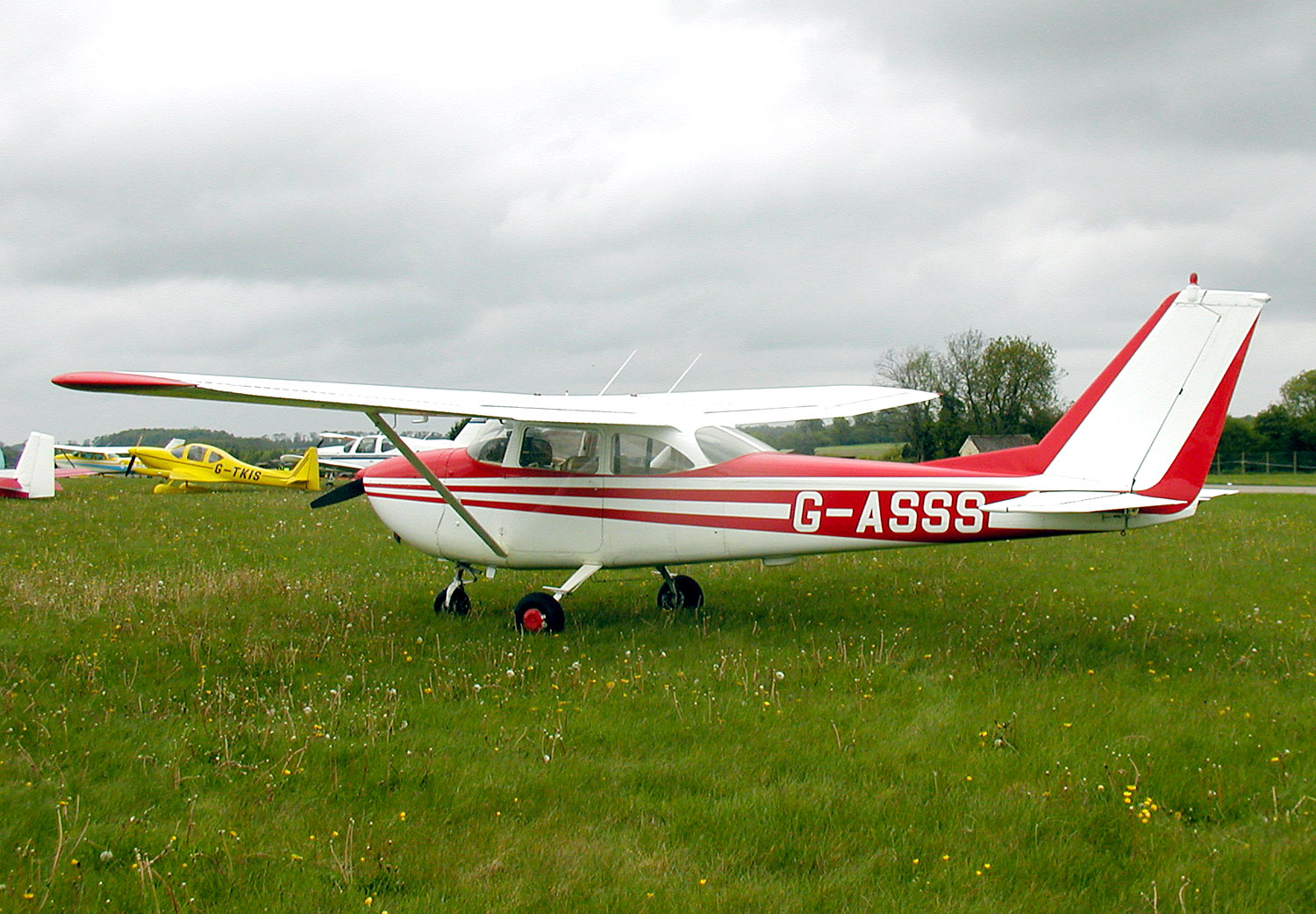
Bild einer Cessna 172 Skyhawk wie sie u. a. von LSC Hamm verwandt wird.

Die Flugschule des LSC Hamm ist eine der größten Club-Flugschulen in Deutschland. Sie verfügt über 20 Fluglehrer. Ausgebildet wird in den Bereichen Motorflug, Segelflug, Ballonsport und Ultraleicht mit clubeigenem Fluggerät. Sie ist die älteste lizenzierte Flugschule in NRW.

### Air Service Lippewiesen (ASL)
Der luftfahrttechnische Betrieb Hamm, der Air Service Lippewiesen, wurde schon 1965 gegründet.
Die Einrichtung hat sich in den vergangenen Jahren stark gewandelt. War sie am Anfang nur für die Instandhaltung der Clubflugzeuge des Luftsportclubs Hamm zuständig, so ist sie heute ein moderner Dienstleistungsbetrieb, der sich wirtschaftlich nach außen geöffnet hat.
Mitte Oktober des Jahres 2008 musste die Air Service Lippewiesen GmbH Insolvenz anmelden. Der damalige Geschäftsführer des Luftsportclubs und der GmbH, Rudolf Rottmann, trat zeitgleich aus internen und persönlichen Gründen zurück. Mittlerweile hat die Skytec Airservice GmbH den Betrieb übernommen.

## Zwischenfälle
- 1958 kam es zu einem Zwischenfall: Ein Doppeldecker vom Typ De Havilland DH.82 Tiger Moth musste auf der benachbarten Heessener Straße notlanden und wurde dabei leicht beschädigt.
- 1966 gewann ein Flugzeug des Typs Auster nach dem Start nicht schnell genug an Höhe; es streifte die Bäume an der Fährstraße und stürzte danach ab. Die drei Insassen der Maschine sterben beim ersten tödlichen Flugunfall in Hamm.
- Am 2. Dezember 2010 wurden durch einen Brand die komplette Ballonflotte des Vereins und vier Flugzeuge vernichtet. Die Ballonhalle sowie der angrenzende Flugzeughangar wurden durch das Feuer so schwer beschädigt, dass beide abgerissen werden mussten. Unter den verbrannten Ballons befand sich auch das „alte“ Pilsglas der Warsteiner Brauerei, welches als Markenzeichen der Ballonsportgruppe galt. Die Ursache des Brandes konnte nicht einwandfrei geklärt werden.

## Flughäfen der Region
Der Flugplatz Hamm liegt im Dreieck zwischen den Flughäfen Münster-Osnabrück, Dortmund und Paderborn-Lippstadt.

## Veranstaltungen
Das jährliche Flugplatzfest des Luftsportclubs Hamm e. V. erfreut sich großer Beliebtheit und wird dementsprechend regelmäßig von bis zu 30.000 Menschen besucht. Die Air-Show hat inzwischen Tradition und findet seit 1954 statt. Die damals noch Flugtag genannte Veranstaltung fand also schon vor Eröffnung des Flugplatzes auf dem großen Exerzierplatz im Hammer Osten statt.